# 10-es trolibusz (Szeged)

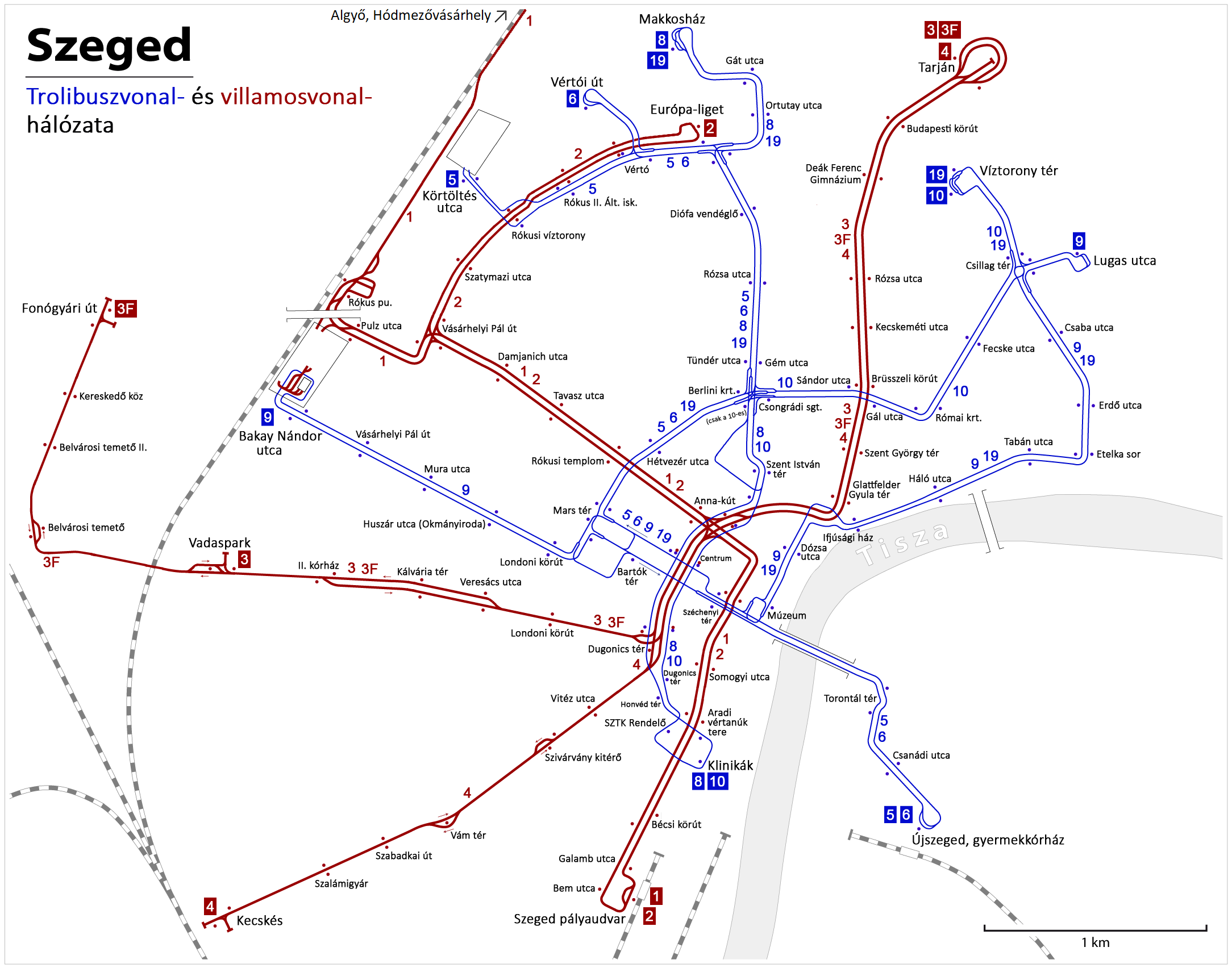
Kötöttpályás tömegközlekedés Szegeden
–– Trolibuszvonalak
–– Villamosvonalak

A szegedi 10-es jelzésű trolibusz Tarján, Víztorony tér és a Klinikák között közlekedik. A viszonylatot a Szegedi Közlekedési Társaság üzemelteti.

## Története
Az első 10-es trolibuszjárat 2013. december 20-án 15 óra 58 perckor indult el.
A vonalon az induláskor Ikarus-Škoda trolibuszok közlekedtek, mára azonban vegyes üzem van a vonalon.

## Járművek
A vonalon általában Škoda 15Tr, illetve Ikarus-Škoda Tr187.2 csuklós trolibuszok közlekednek.

## Útvonala
| Klinikák felé | Tarján, Víztorony tér felé |
| --- | --- |
| Tarján, Víztorony tér vá. – Budapesti körút – Csillag tér – Szilléri sugárút – Római körút – Brüsszeli körút – Csongrádi sugárút – Szent István tér – Vidra utca – Kálvin tér – Tisza Lajos körút – Dugonics tér – Tisza Lajos körút – Aradi vértanúk tere – Semmelweis utca – Klinikák vá. | Klinikák vá. – Semmelweis utca – Markovits Iván utca – Vitéz utca – Szentháromság utca – Tisza Lajos körút – Dugonics tér – Tisza Lajos körút – Kálvin tér – Vidra utca – Szent István tér – Csongrádi sugárút – Brüsszeli körút – Római körút – Szilléri sugárút – Csillag tér – Budapesti körút – Tarján, Víztorony tér vá. |

## Megállóhelyei
| 0  | Tarján, Víztorony tér végállomás                           | 13 | 19                                                                                            |
| 1  | Csillag tér (Budapesti körút)                              | 12 | 19 20, 21, 24, 77, 77A, 84, 90, 90F, 90H                                                      |
| 2  | Fecske utca                                                | 11 | 77, 77A, 84, 90                                                                               |
| 4  | Római körút (Szilléri sugárút)                             | 10 | 73, 73Y, 74, 74Y, 77, 77A, 84, 90                                                             |
| 6  | Sándor utca (↓) Gál utca (↑)                               | 9  | 73, 73Y, 74, 74Y, 77, 77A, 77Y                                                                |
| 7  | Csongrádi sugárút (Bercsényi utca)                         | ∫  |                                                                                               |
| ∫  | Berlini körút                                              | 7  | 5, 6, 19 21, 73, 73Y, 74, 74Y, 77, 77A, 77Y                                                   |
| 8  | Szent István tér                                           | 6  | 8                                                                                             |
| 9  | Anna-kút (Kálvin tér) (↓) Anna-kút (Tisza Lajos körút) (↑) | 5  | 1, 2, 3, 3F, 4 8 20, 24                                                                       |
| 10 | Tisza Lajos körút (Károlyi utca)                           | 4  | 3, 3F, 4 5, 6, 8, 9, 19 20, 24, 60, 60Y, 67, 67Y, 70, 71, 71A, 72, 72A, 74, 74A, 74Y, 76, 76Y |
| 11 | Dugonics tér (Tisza Lajos körút)                           | 3  | 3, 3F, 4 8 20, 24, 32, 36, 74, 74A, 74Y, 76, 76Y                                              |
| 12 | Honvéd tér (Tisza Lajos körút)                             | ∫  | 8 20, 24, 32, 36, 74, 74A, 74Y                                                                |
| ∫  | Dugonics tér                                               | 2  | 4 8 20, 24, 32, 36, 74, 74A, 74Y                                                              |
| 13 | Aradi vértanúk tere                                        | ∫  | 1, 2 8                                                                                        |
| ∫  | Ságvári Gimnázium – SZTK                                   | 1  | 8 20, 24, 74, 74A, 74Y                                                                        |
| 14 | Klinikák végállomás                                        | 0  | 8                                                                                             |